# شعار بلجيكا

شعار بلجيكا

الشعار المصغر المستخدم من قبل الحكومة البلجيكية

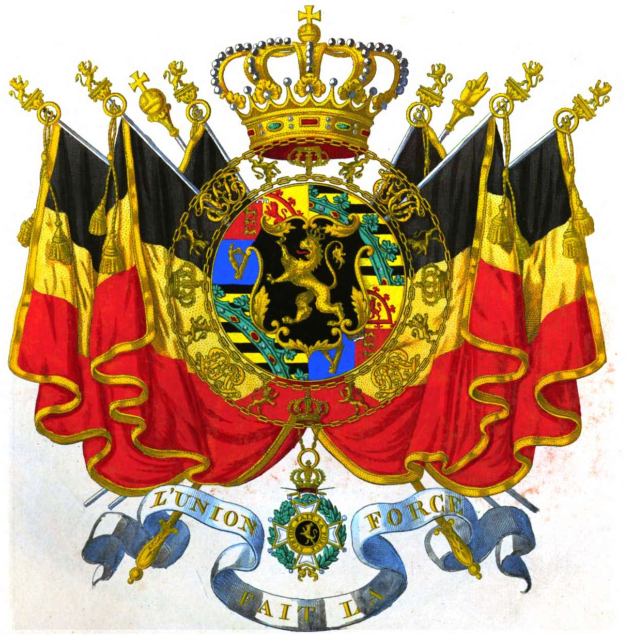
شعار مملكة بلجيكا لعام 1846

شعار النبالة لمملكة بلجيكا تتحمل الأسد، ودعا الأسد البلجيكي، أو ليو بلجيكوس. هذا هو وفقا للمادة 193 (المادة في الأصل 125) من [[الدستور مع القوة يبتكر شعار الوحدة الوطنية. المرسوم الملكي المؤرخ 17 مارس 1837 يحدد شكل الفعلي للأسلحة من خلال وصف كبير وختم الصغيرة للمملكة.

## الأسلحة الكبرى
كتب عليها الدرع : السمور، أسد أو تفشي وتسليحهم ولانغيود اللون الأحمر. ويعلو من قبل خوذة مع قناع المطروحة، مع معطف أو والسمور والتاج الملكي بدلا من قمة. وراء درع يتم وضع يد العدالة وصولجان مع الأسد. الطوق الكبير لوسام ليوبولد يحيط الدرع. أسدين الدعم المناسب غودردانت
الدرع فضلا عن لانس مع الألوان الوطنية أسود وأصفر وأحمر. وضعت تحت المقصورة شعار L'Union fait la force باللغة الفرنسية أو Eendracht Macht Maakt باللغة الهولندية. و[ريبند] من شعار أحمر، مع خطوط سوداء على أي من الجانبين. وحروف من ذهب. ومنذ صدور المرسوم الملكي عام 1837 لم يتلق ترجمة رسمية، واستخدام النسخة الهولندية للشعار هو معتاد وليس الرسمية. يتم وضع كل على عباءة حمراء مع إيرمين بطانة وهامش ذهبية وشرابات، ensigned مع التاج الملكي. أعلى ارتفاع لافتات عباءة مع السلاح من المقاطعات التسع التي تشكل بلجيكا في 1837. هم (من دكستر لالشريرة) أنتويرب، فلاندرز الغربية، فلاندر الشرقية،لييج، برابانت، هينو، ليمبورغ ،لوكسمبورغ، ونامور.
وتستخدم المزيد من الأسلحة إلا نادرا. انها تزين ختم العظيمة التي هي مضافة إلى القوانين والمعاهدات الدولية.
منذ مقاطعة برابانت وانقسم إلى برابانت الفلمنكية، برابانت والون وبروكسل في عام 1995، وأكبر من الأسلحة لم تعد تعكس الانقسامات الحالية الإقليمية للدولة. لا تنعكس التغييرات التي أدخلت على الأسلحة من المقاطعات الفلمنكية نتيجة لهذا القرار، وختم كبير سواء.